# Ice Follies
Ice Follies (originalitel: The Ice Follies of 1939) är en amerikansk musikal från 1939 med Joan Crawford och James Stewart i huvudrollerna. Filmen regisserades av Reinhold Schünzel.

## Handling
Mary (Joan Crawford) och Larry (James Stewart) är ett måttligt framgångsrikt isdanspar. När Mary får ett filmkontrakt känner Larry att han också måste åstadkomma något, så han åker till Kanada och övertygar en gammal partner att sätta upp en show däruppe. Showen blir en succé, men det blir svårare för det gifta paret att faktiskt se varandra särskilt ofta. Men då kommer en av filmbolagets chefer på en idé...

## Rollista (i urval)
- Joan Crawford
- James Stewart
- Lew Ayres
- Lewis Stone